# Seine-Saint-Denis
Seine-Saint-Denis (93) is een Frans departement, gelegen in de regio Île-de-France. De prefectuur is Bobigny, alhoewel Saint-Denis de grootste gemeente naar inwonertal is.
Het departement werd opgericht op 1 januari 1968 uit het noordoostelijk deel van het opgeheven departement Seine. Het departement staat voor sommigen synoniem met banlieues en armoede. In 2019 heeft de regering een groot actieplan voor het departement onthuld met vijf thema's: attractiviteit, veiligheid, onderwijs, volksgezondheid en justitie.
In Frankrijk wordt het departement in spreektaal geduid als Neuf-Trois (9-3).

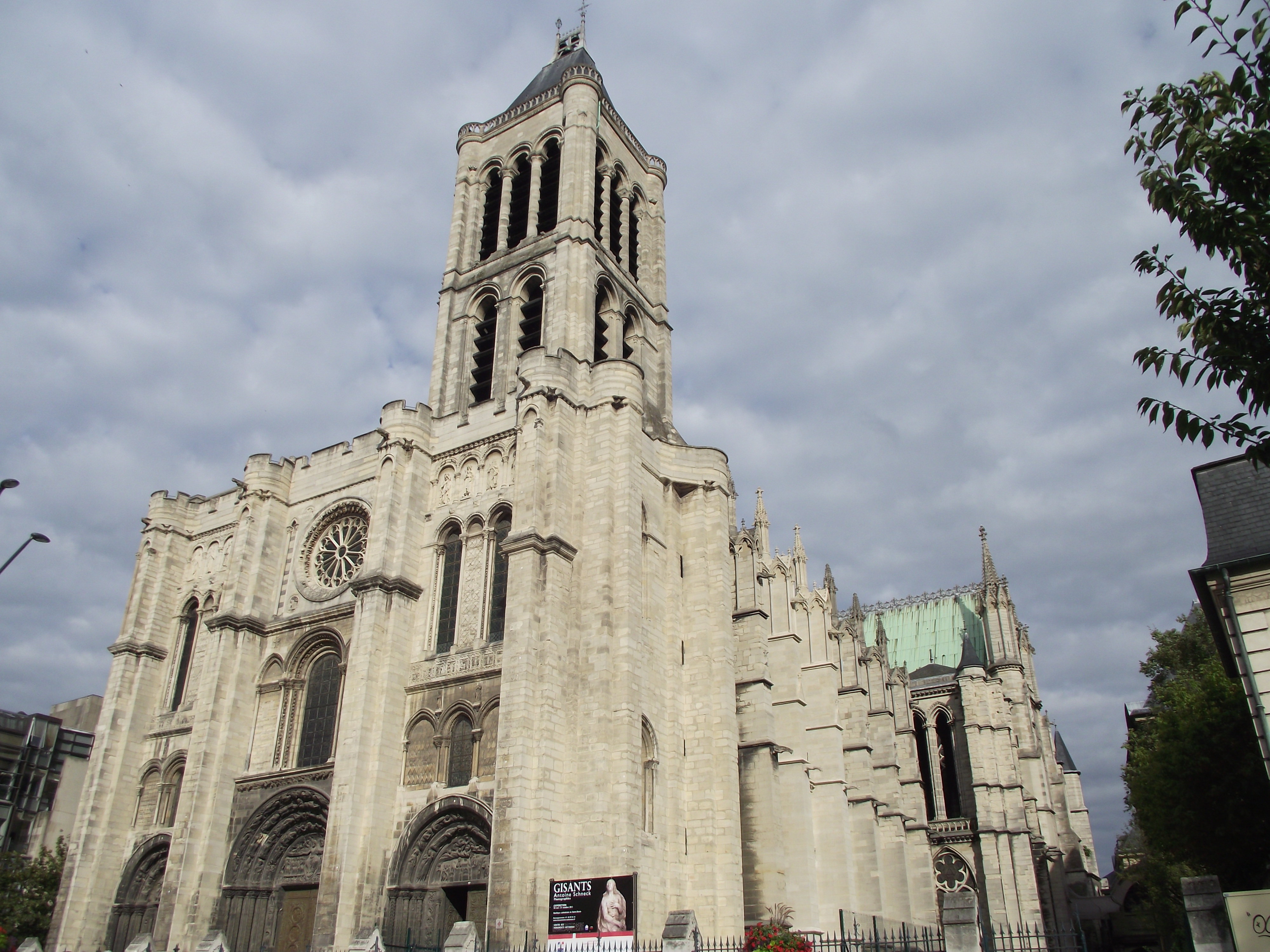
Abdij van Saint-Denis

## Geografie
Seine-Saint-Denis wordt omgeven door de volgende departementen: de hoofdstad Parijs (ten zuidwesten), Hauts-de-Seine (ten westen), Val-d'Oise (ten noordwesten), Val-de-Marne (ten zuiden) en Seine-et-Marne (ten oosten).
Seine-Saint-Denis bestaat uit drie arrondissementen:
- Arrondissement Bobigny
- Arrondissement Le Raincy
- Arrondissement Saint-Denis

Seine-Saint-Denis telt 21 kantons:
- Kantons van Seine-Saint-Denis

Seine-Saint-Denis telt 40 gemeenten:
- Lijst van gemeenten in het departement Seine-Saint-Denis

## Demografie

### Demografische evolutie sinds 1962
| Naam              | Index 1962 | Index 1968 | Index 1975 | Index 1982 | Index 1990 | Index 1999 | Index 2008 | Index 2019 |
| ----------------- | ---------- | ---------- | ---------- | ---------- | ---------- | ---------- | ---------- | ---------- |
| Seine-Saint-Denis | 100,0      | 115,3      | 122,0      | 122,2      | 127,4      | 127,6      | 139,0      | 151,5      |
| Frankrijk*        | 100,0      | 107,1      | 113,3      | 117,0      | 121,9      | 126,0      | 133,8      | 140,1      |

| Naam              | Inw./Km² 1962 | Inw./km² 1968 | Inw./km² 1975 | Inw./km² 1982 | Inw./km² 1990 | Inw./km² 1999 | Inw./km² 2008 | Inw./km² 2019 |
| ----------------- | ------------- | ------------- | ------------- | ------------- | ------------- | ------------- | ------------- | ------------- |
| Seine-Saint-Denis | 4.592,1       | 5.294,9       | 5.602,2       | 5.611,4       | 5.852,5       | 5.859,6       | 6.383,3       | 6.964,0       |
| Frankrijk*        | 84,2          | 90,1          | 95,4          | 98,5          | 102,7         | 106,1         | 112,7         | 119,7         |

Frankrijk* = exclusief overzeese gebieden
Bron: Recensement Populaire INSEE - 1962 tot 1999 population sans doubles comptes, nadien Population Municipale
Op 1 januari 2022 had Seine-Saint-Denis 1.681.725 inwoners.

### De 10 grootste gemeenten in het departement
| #  | Gemeente         | Aantal inwoners (2022) |
| -- | ---------------- | ---------------------- |
| 1  | Saint-Denis      | 1125.237               |
| 2  | Montreuil        | 110.758                |
| 3  | Aubervilliers    | 89.489                 |
| 4  | Aulnay-sous-Bois | 86.360                 |
| 5  | Noisy-le-Grand   | 71.632                 |
| 6  | Drancy           | 71.312                 |
| 7  | Pantin           | 60.954                 |
| 8  | Le Blanc-Mesnil  | 59.812                 |
| 9  | Bobigny          | 55.270                 |
| 10 | Épinay-sur-Seine | 53.564                 |